# Chiesa della Sacra Famiglia (Roma)
La chiesa della Sacra Famiglia è un luogo di culto cattolico di Roma, nel quartiere Portuense, in via Filippo Tajani.
È stata costruita nel XX secolo su progetto degli architetti Mario Paniconi e Giulio Pediconi, ed inaugurata nel 1978. La chiesa, visitata da Giovanni Paolo II il 14 febbraio 1994, è sede della parrocchia omonima “a via Portuense”, istituita dal cardinale vicario Francesco Marchetti Selvaggiani il 14 agosto 1932 con il decreto Cum sanctissimus dominus. La cura della chiesa è affidata alla Congregazione della Sacra Famiglia di Bergamo.
La chiesa è a pianta circolare ed è affiancata da un curioso campanile progettato dall'architetto Gian Franco Filacchione (1987) in struttura metallica sotto il quale vi è una porta in ferro che introduce al giardino giochi. Nel lato sud è stato costruito nel 2009 un piccolo orologio solare a ore astronomiche, dipinto con colori per esterno da Marco Agrillo. All'interno l'ampio presbiterio è dominato da un grande crocifisso su pannello rosso, ove sono raffigurati i simboli dei quattro evangelisti ed episodi dell'ultima cena e della passione di Gesù realizzato dall'artista Ennio Tesei (1979). Al lato destro del suddetto crocifisso vi è una pala d'altare raffigurante la Sacra Famiglia di Nazareth di Gian Franco Filacchione (2009). Sul lato opposto dell'altare maggiore, dietro lo spazio del fonte battesimale, si trova un pannello polimaterico di soggetto astratto realizzato dall'artista Fernanda Tollemeto (1992) e intitolato Ogni giorno rinasco ed è sempre la prima volta, e alla sua sinistra vi è un bel dipinto di Maria con Gesù bambino in braccio di attribuzione incerta (XIX secolo). La via Crucis, in formelle quadrate di bronzo, attorno all'aula circolare della chiesa è opera dell'artista Paola Di Gregorio (2000). Nella parte opposta del presbiterio vi è la cappella feriale decorata con icone di stile bizantino ad opera di padre Cesar Hernandez della Congregazione della Sacra Famiglia.